# Róża Czacka
Hraběnka Róża Maria Czacka, FSK řeholním jménem Alžběta od Ukřižování Ježíše Krista (22. října 1876, Bila Cerkva – 15. května 1961, Laski) byla polská římskokatolická řeholnice, zakladatelka a členka kongregace Sester františkánek služebnic Kříže. Katolické církev ji uctívá jako blahoslavenou.

## Život

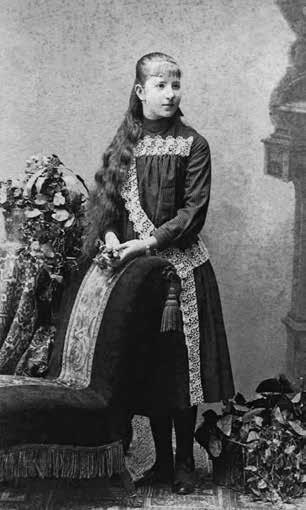
Fotografie, pořízená okolo roku 1889

Narodila se dne 22. října 1876 v paláci v Bila Cerkva na dnešní Ukrajině do bohaté šlechtické rodiny Feliksa rodičům Świnekovi a Žofii, roz. Ledóchowské. Používala šlechtický erb Świnka. Měla významné předky, mezi které patří např. pedagog Tadeusz Czacki, politik Feliks Czacki, amatérská malířka Józefina Amalia Potocka, její manžel Stanisław Szczęsny Potocki, voják Mikołaj Sapieha a další. Byla také neteří kardinála a titulárního biskupa Włodzimierze Czackého.
Dne 19. listopadu 1876 byla pokřtěna v kostele sv. Jana Křtitele v její rodné obci z rukou faráře Seweryna Mogilnickiho. Jejími křestními kmotry byli Antoni Potocki a Maria Branicka. Roku 1882 se s rodinou přestěhovala do Varšavy, kde žila v paláci Krasińských a později v paláci Janaszów, taktéž ve Varšavě. Ve svých jedenácti letech přijala v kostele svatého Kříže ve Varšavě první svaté přijímání.
V dětství byla velmi nadanou, kdy dobře zpívala, hrála na klavír, jezdila na koni a naučila se zásady hospodaření, zahradničení a chovu dobytka. Navíc se z ní stala polyglotka, kdy ovládala francouzštinu, angličtinu, němčinu, ukrajinštinu a latinu. Do čtrnácti let byla její učitelkou její matka a poté tým pečlivě vybraných vychovatelek. Vlastenectví a náboženství ji pak učila její babička z otcovy strany Pelagia Sapieha. Díky ní v ní později uzrála touha po řeholním životě.
Měla však problémy se zrakem, což patrně zdědila po svých předcích. Roku 1894 spadla z koně a způsobila si poranění sítnice. Přes rozsáhlou lékařskou pomoc se její zrak nadále zhoršoval a roku 1898 o něj definitivně přišla.
Následující léta se snažila adaptovat na své nové postižení, kdy se např. naučila Braillovo písmo. Dozvěděla se o typlologii, vědě zabývající se ztrátou zraku a za jejím poznáváním absolvovala několik zahraničních cest, včetně dnešního Rakouska, Francie a Švýcarska.
Začala se věnovat problematice nevidomých lidí, kdy čerpala mimo jiné ze svých vlastních zkušeností. Založila Společnost pro péči o nevidomé a dne 19. listopadu 1908 se ve Varšavě konala ustavující schůze společnosti. V té době jí pomáhal polský lékař Bolesław Ryszard Gepner. Při jejím zakládání se inspirovala také v zahraničí, především ve Francii, kde působil průkopník péče o nevidomé Valentin Haüy. Roku 1910 založila útulek pro nevidomé ve Varšavě, kde se nevidomé ženy učily Braillovo písmo, košíkářství a dalším dovednostem. Roku 1910 byl vytvořen statut Společnosti pro péče o nevidomé, na jehož vytvoření se podílel polský právník Stanisław Bukowiecki. Díky aktivitám jí založené společnosti vznikl ve Varšavě v letech 1911–1914 také sirotčinec, základní škola, dílny, nebo Braillova knihovna. Společnost se v té době výrazně rozrůstala.
V letech 1915–1918, během první světové války žila v Žytomyru. Zde se v ní zrodila myšlenka vstoupit do řeholního života a založit novou ženskou řeholní kongregaci, která by se věnovala péči o nevidomé. Roku 1915 se stal jejím duchovním vůdcem P. Władysław Krawiecki, se kterým konzultovala vstup do řeholního života. Dne 15. srpna 1917 přijala františkánský řeholní hábit a složila řeholní sliby v Sekulárním františkánském řádu. Později přijala řeholní jméno Alžběta od Ukřižování Ježíše Krista. Dne 28. května 1918 se vrátila do Varšavy, kde žila v domě jí založené Společnosti pro péči o nevidomé. Zde již naplno pracovala na založení nové ženské řeholní kongregace a shánění prvních kandidátek pro vstup do ní.
Kongregaci Sester františkánek služebnic Kříže pak založila dne 1. prosince 1918. Do kongregace následně sama vstoupila. V té době se setkala s Achillem Rattim, pozdějším papežem Piem XI., který působil v Polsku jako apoštolský nuncius se sídlem ve Varšavě. Dne 2. října 1922 schválil kardinál Aleksander Kakowski první ústavu kongregace. Dne 15. února 1923 ji pak biskup Stanisław Gall ustanovil generální představenou jí založené kongregace.
Roku 1920 se stal duchovním vůdcem kongregace ctihodný Władysław Korniłowicz, u něhož probíhá proces blahořečení. Její dílo se poté dále rozšiřovalo, kdy byl v obci Laski poblíž Varšavy vystavěn další ústav pro práci s nevidomými a mateřský dům jí založené kongregace.
V roce 1932 rakovinou prsu, načež podstoupila ve varšavské nemocnici dvě operace. V nemocnici se setkala s pozdějším blízkým spolupracovníkem, knězem Antonim Józefm Marylskim. Spolu s další řeholnicí jí založené kongregace Teresií Landy pracovala na vyvíjení zkratek pro Braillovo písmo. Roku 1934 pak byla tato její práce schválena Ministerstvem náboženských vyznání a veřejné osvěty v Polsku. Dne 25. září 1939 byla během druhé světové války při bombardování Varšavy zraněna na hlavě kdy přišla o oko. V letech 1942–1945 byl kaplanem ústavu pro práci s nevidomými v Laski bl. Stefan Wyszyński, pozdější arcibiskup, kardinál a primas Polska, se kterým se v té době setkávala. Po válce se přes zhoršené zdraví starala o rekonstrukci budov jejích institucí, poničených během války. Dne 2. prosince 1948 ji postihla mozková mrtvice. Dne 12. června 1950 rezignovala ze zdravotních důvodů na funkci generální představené kongregace Sester františkánek služebnic Kříže.
Poslední roky svého života trpěla špatným zdravím. Dne 30. dubna 1961 ji P. Tadeusz Fedorowicz udělil svátost nemocných. Zemřela v pověsti svatosti dne 15. května 1961 v podvečer v Laski. 19. května téhož roku proběhly pohřební obřady, kterým předsedal tehdy již kardinál bl. Stefan Wyszyński. Samotnou pohřební mši celebroval biskup Czesław Falkowski a závěrečný pohřební průvod vedl biskup Zygmunt Choromański. Poté byla pohřbena na lesním hřbitově v Laski. Dne 23. prosince 2020 byly její ostatky exhumovány a přeneseny z lesního hřbitova do sarkofágu, umístěném nejprve v jejím bývalém pokoji a poté v kapli Panny Marie Andělské při ústavu pro práci s nevidomými v Laski.

## Ocenění
Dne 30. dubna 1925 obdržela za aktivity ve Společnosti pro péči o nevidomé od polského prezidenta Stanisława Wojciechowského Důstojnický kříž Řádu znovuzrozeného Polska. Dne 11. listopadu 1935 obdržela na příkaz polského prezidenta Ignace Moścického zlatý Záslužný kříž za výchovné a sociální práce, převážně s nevidomými. Usnesením polského prezidenta Lecha Kaczyńského ze dne 13. října 2009 byla 15. října téhož roku znovu vyznamenána Řádem znovuzrozeného Polska, tentokrát Velkým křížem.

## Úcta

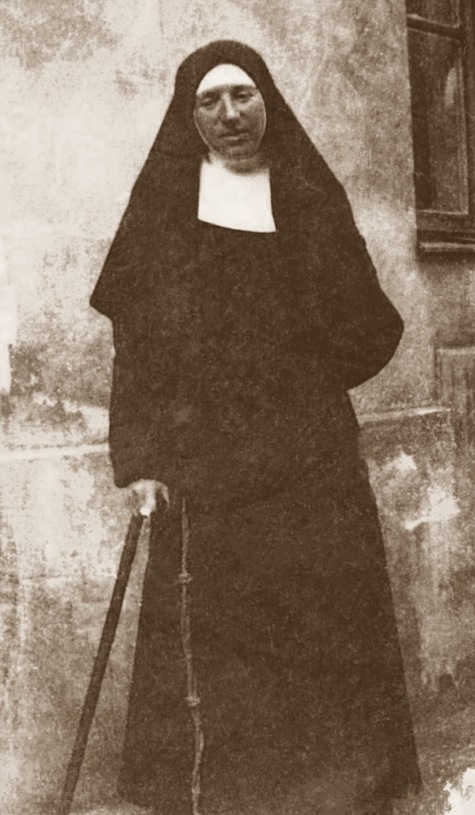
Fotografie, pořízená roku 1918 ve Varšavě

Její beatifikační proces započal dne 8. února 1988, čímž obdržela titul služebnice Boží. Dne 9. října 2017 ji papež František podepsáním sekretu o jejích hrdinských ctnostech prohlásil za ctihodnou. Dne 27. října 2020 byl uznán zázrak na její přímluvu, potřebný pro její blahořečení.
Blahořečena pak byla spolu se Stefanem Wyszyńskim dne 12. září 2021 v chrámu Boží prozřetelnosti ve Varšavě. Obřadu předsedal jménem papeže Františka kardinál Marcello Semeraro.
Její památka je připomínána 19. května. Bývá zobrazována v řeholním oděvu.

## Rodokmen
|             |                     |  |                   |                            |  |  |  |  |  |  |  | Feliks Czacki |
|             |                     |  |                   |                            |  |  |  |  |  |  |  |               |
|             | Tadeusz Czacki      |  |                   |                            |  |  |  |  |  |  |  |               |
|             |                     |  |                   |                            |  |  |  |  |  |  |  |               |
|             |                     |  |                   | Katarzyna Małachowska      |  |  |  |  |  |  |  |               |
|             |                     |  |                   |                            |  |  |  |  |  |  |  |               |
|             | Wiktor Czacki       |  |                   |                            |  |  |  |  |  |  |  |               |
|             |                     |  |                   |                            |  |  |  |  |  |  |  |               |
|             |                     |  |                   | Franciszek Dembiński       |  |  |  |  |  |  |  |               |
|             |                     |  |                   |                            |  |  |  |  |  |  |  |               |
|             | Barbara Dembińska   |  |                   |                            |  |  |  |  |  |  |  |               |
|             |                     |  |                   |                            |  |  |  |  |  |  |  |               |
|             |                     |  |                   | Urszula Morsztyn           |  |  |  |  |  |  |  |               |
|             |                     |  |                   |                            |  |  |  |  |  |  |  |               |
|             | Feliks Szczęsny     |  |                   |                            |  |  |  |  |  |  |  |               |
|             |                     |  |                   |                            |  |  |  |  |  |  |  |               |
|             |                     |  |                   | Franciszek Ksawery Sapieha |  |  |  |  |  |  |  |               |
|             |                     |  |                   |                            |  |  |  |  |  |  |  |               |
|             | Mikołaj Sapieha     |  |                   |                            |  |  |  |  |  |  |  |               |
|             |                     |  |                   |                            |  |  |  |  |  |  |  |               |
|             |                     |  |                   | Teresa Suffczyńska         |  |  |  |  |  |  |  |               |
|             |                     |  |                   |                            |  |  |  |  |  |  |  |               |
|             | Pelagia Sapieha     |  |                   |                            |  |  |  |  |  |  |  |               |
|             |                     |  |                   |                            |  |  |  |  |  |  |  |               |
|             |                     |  |                   | Stanisław Szczęsny Potocki |  |  |  |  |  |  |  |               |
|             |                     |  |                   |                            |  |  |  |  |  |  |  |               |
|             | Idalia Potocka      |  |                   |                            |  |  |  |  |  |  |  |               |
|             |                     |  |                   |                            |  |  |  |  |  |  |  |               |
|             |                     |  |                   | Józefina Amalia Potocka    |  |  |  |  |  |  |  |               |
|             |                     |  |                   |                            |  |  |  |  |  |  |  |               |
| Róża Czacka |                     |  |                   |                            |  |  |  |  |  |  |  |               |
|             |                     |  |                   |                            |  |  |  |  |  |  |  |               |
|             |                     |  | Józef Ledóchowski |                            |  |  |  |  |  |  |  |               |
|             |                     |  |                   |                            |  |  |  |  |  |  |  |               |
|             | Łukasz Ledóchowski  |  |                   |                            |  |  |  |  |  |  |  |               |
|             |                     |  |                   |                            |  |  |  |  |  |  |  |               |
|             |                     |  |                   | Magdalena Dobrzyńska       |  |  |  |  |  |  |  |               |
|             |                     |  |                   |                            |  |  |  |  |  |  |  |               |
|             | Romuald Ledóchowski |  |                   |                            |  |  |  |  |  |  |  |               |
|             |                     |  |                   |                            |  |  |  |  |  |  |  |               |
|             |                     |  |                   | ?                          |  |  |  |  |  |  |  |               |
|             |                     |  |                   |                            |  |  |  |  |  |  |  |               |
|             | Tekla Stecka        |  |                   |                            |  |  |  |  |  |  |  |               |
|             |                     |  |                   |                            |  |  |  |  |  |  |  |               |
|             |                     |  |                   | ?                          |  |  |  |  |  |  |  |               |
|             |                     |  |                   |                            |  |  |  |  |  |  |  |               |
|             | Zofia Ledóchowska   |  |                   |                            |  |  |  |  |  |  |  |               |
|             |                     |  |                   |                            |  |  |  |  |  |  |  |               |
|             |                     |  |                   | Dominik Czacki             |  |  |  |  |  |  |  |               |
|             |                     |  |                   |                            |  |  |  |  |  |  |  |               |
|             | Michał Czacki       |  |                   |                            |  |  |  |  |  |  |  |               |
|             |                     |  |                   |                            |  |  |  |  |  |  |  |               |
|             |                     |  |                   | Regina Gutkowska           |  |  |  |  |  |  |  |               |
|             |                     |  |                   |                            |  |  |  |  |  |  |  |               |
|             | Leontyna Czacka     |  |                   |                            |  |  |  |  |  |  |  |               |
|             |                     |  |                   |                            |  |  |  |  |  |  |  |               |
|             |                     |  |                   | Piotr Pilichowski          |  |  |  |  |  |  |  |               |
|             |                     |  |                   |                            |  |  |  |  |  |  |  |               |
|             | Tekla Pilichowska   |  |                   |                            |  |  |  |  |  |  |  |               |
|             |                     |  |                   |                            |  |  |  |  |  |  |  |               |
|             |                     |  |                   | Marianna Aksamitowska      |  |  |  |  |  |  |  |               |
|             |                     |  |                   |                            |  |  |  |  |  |  |  |               |